# Bataille de Lunebourg
Campagne d'Allemagne
Batailles
Campagne de Russie (1812)
- Liste des batailles
- Mir
- Moguilev
- Ostrovno
- Vitebsk
- Kliastitsy
- Smolensk
- 1re Polotsk
- Valoutina Gora
- Moskova
- Moscou
- Winkowo
- 2e Polotsk
- Maloïaroslavets
- Gorodnia
- Czaśniki
- Viazma
- Smoliani
- Krasnoï
- Bérézina

Campagne d'Allemagne (1813)
- Dantzig
- Lunebourg
- Möckern
- Lützen
- Bautzen
- Reichenbach
- Haynau
- Luckau
- Hoyerswerda
- Lauenbourg
- Goldberg
- Gross Beeren
- Katzbach
- Dresde
- Kulm
- Dennewitz
- Peterswalde
- Liebertwolkwitz
- Leipzig
- Hanau
- Sehested
- Torgau
- Hambourg

Campagne de France (1814)
- Sainte-Croix-en-Plaine
- Besançon
- Mayence
- Metz
- Saint-Avold
- 1re Saint-Dizier
- Brienne
- La Rothière
- Campagne des Six-Jours (Champaubert
- Montmirail
- Château-Thierry
- Vauchamps)
- Mormant
- Montereau
- Bar-sur-Aube
- Saint-Julien
- Laubressel
- Berry-au-Bac
- Craonne
- Coutures
- Laon
- Soissons
- Mâcon
- Reims
- Saint-Georges-de-Reneins
- Limonest
- Arcis-sur-Aube
- Fère-Champenoise
- 2e Saint-Dizier
- Meaux
- Claye
- Villeparisis
- Paris

- Feistritz
- Caldiero (en)
- Trieste
- Mincio

- Hoogstraten (de)
- Anvers
- Berg-op-Zoom
- Courtrai

La bataille de Lunebourg a lieu le 2 avril 1813 au cours de la campagne d'Allemagne, où les Prussiens et les Russes alliés battent un corps français. Cette bataille est le premier combat d'envergure après le retrait des Français, battus en Russie, derrière l'Elbe. Son importance réside dans son impact moral sur l'opinion publique des états allemands en tant que premier succès des alliés dans la campagne qui commence alors.

## Situation initiale
Après la défaite de Napoléon dans la campagne de Russie en 1812, un sentiment violemment anti-français s'est répandu dans les états allemands du nord, à partir de la Prusse-Orientale, depuis janvier 1813. Elle se transforme en rébellion ouverte lorsque, à la mi-février, la Prusse opère un net revirement contre la France et que des unités de cavaliers russes traversent l'Oder. Fin février, les départements hanséatiques (de), annexés par la France en 1810, sont également touchés.
De graves émeutes éclatent à Hambourg le 24 février. Après l'exécution sommaire de sept personnes arrêtées arbitrairement les 2 et 3 mars 1813, les troubles s'intensifient, les Français évacuent la ville le 12 mars et la rébellion s'étend à Lübeck et Stade.
Le 14 mars, le chef des cavaliers russes Tettenborn apparaît à Ludwigslust à la tête de 1300 cosaques avec deux pièces d'artillerie et incite le Mecklembourg de passer de la confédération du Rhin aux alliés. Il pousse ensuite les forces françaises, sous le commandement du général Joseph Morand, qui se sont retirées de Stralsund, à traverser l'Elbe. Le 18 mars, Tettenborn entre dans Hambourg. Au même moment, des troupes de cavaliers russes, acclamées par les habitants, parcourent Harbourg, Stade et Lunebourg, célébrées par les habitants. Lübeck et Lauenbourg rétablissent les conditions constitutionnelles supprimées par la France, les représentants des États des anciens duchés de Brême et de Verden se réunissent pour décider d'un armement populaire. Dans cette situation, les habitants de Lunebourg chassent le 21 mars les fonctionnaires français de leur ville et commencent à lever des troupes de volontaires.
Sur ordre de Napoléon, le général Vandamme concentre 25 000 hommes sur la basse Weser, en même temps qu'il doit rétablir l'ordre dans les départements hanséatiques. Il arrive à Brême et ordonne à Morand de combattre les insurgés et les cosaques à Tostedt. Ces derniers doivent se replier sur Hambourg. Morand reçoit alors l'ordre de mener une expédition punitive contre Lunebourg. Le 28 mars, des citoyens armés et des cosaques de Benckendorff y ont empêché l'occupation de la ville par la colonne volante du général Wathier.
Plus l'unité de Morand s'éloigne de Brême, plus les cosaques du corps russe Benckendorff l'encerclent et l'attaquent. En raison de son expérience dans l'organisation de soulèvements et dans la conduite de la petite Guerre, Dörnberg, nommé général russe, a reçu auparavant la mission de déclencher un soulèvement populaire général dans la région de Hanovre, mais il a échoué dans sa tentative de traverser l'Elbe à Werben le 26 mars. Lorsqu'il devient évident que Lunebourg est l'objectif de la marche de Morand, le commandant en chef de l'aile droite des armées russes et prussiennes, le général Wittgenstein, envoie le corps de Dörnberg sur l'Elbe le 31 mars à Lenzen pour soutenir la ville insurgée. Dörnberg s'approche rapidement de son objectif par le sud-est, détournant des troupes pour établir une ligne de repli vers Boizenburg.

## Forces en opposition
La troupe de Morand compte environ 2800 hommes avec neuf pièces d'artillerie, y compris une troupe de 75 cavaliers rassemblée à la hâte, composée de dragons, de chasseurs, de douaniers à cheval et de gendarmes. Le noyau de son corps était constitué de deux bataillons (sur trois) du régiment d'infanterie saxon "prince Maximilien" (de) et d'une batterie saxonne.
Dörnberg a sous ses ordres un bataillon d'infanterie et une ½ batterie avec quatre pièces d'artillerie de la brigade prussienne Borstell et, parmi les troupes russes, un bataillon de chasseurs, quatre escadrons de hussards et deux de dragons ainsi que le corps Benckendorff avec trois pelotons de cosaques et un de bachkirs et deux pièces d'artillerie, soit au total 1100 hommes d'infanterie et environ 1300 cavaliers. Avant l'attaque de Lunebourg, le corps de patrouille russe Tchernychev, composé de 1800 cavaliers avec quatre pièces d'artillerie, s'unit à lui.

## Cours de la bataille
Le 1er avril, Morand attaque Lunebourg par l'ouest. La résistance inorganisée des citoyens armés aux portes médiévales de la ville est rapidement brisée, beaucoup sont arrêtés et le soir même, Morand désigne cinquante d'entre eux pour être fusillés le lendemain. Le même jour, le corps d'armée Dörnberg est arrivé jusqu'à Lüchow et celui sous Benckendorff a atteint Dannenberg. Tous deux se mettent d'accord avec Tchernychev, dont les cavaliers ont traversé l'Elbe le 31 mars à Bählau et se trouvent à Wustrow, pour s'emparer de Lunebourg le 2 avril.
Lorsque des cosaques se montrent à la porte sud de la ville au début de la matinée, Morand croit avoir affaire, comme auparavant, à des troupes en patrouille. Il envoie deux pièces d'artillerie avec une couverture d'infanterie et ses 75 cavaliers devant la ville afin de déloger l'adversaire. Sa troupe tombe dans un piège de Dörnberg : surprise, elle est confrontée à une attaque de flanc massive de hussards russes, perd ses canons et est capturée à l'exception d'une partie de ses cavaliers. Ce n'est qu'en fin de matinée que Morand se rend compte qu'une troupe régulière d'infanterie et d'artillerie russo-prussienne attaque Lunebourg dans le but de la conquérir. Entre-temps, une porte de la ville est aux mains des fusiliers prussiens sous le commandement du major Borcke. Alors que le combat fait rage à d'autres portes de la ville, des citoyens armés libèrent les condamnés à être fusillés et attaquent les soldats ennemis dans les rues. Morand, déjà blessé, perd la vue d'ensemble et ordonne donc à midi le repli de la ville sur une troupe française qui s'est arrêtée à l'ouest devant la Nouvelle Porte. Son ordre ne peut plus être suivi par tous ses détachements, car certains sont bloqués dans différentes portes et bâtiments par les troupes prussiennes et russes qui s'avancent dans la ville et commencent déjà à capituler. Morand tente alors une reconquête de l'extérieur. L'attaque, au cours de laquelle il est cette fois grièvement blessé, échoue après un début de succès. C'est alors qu'a lieu l'action devenue célèbre de Johanna Stegen, une fille de la bourgeoisie de Lunebourg. Elle approvisionne les fusiliers prussiens en munitions dont ils ont un besoin urgent et qu'elle a récupérées sur le champ de bataille, au péril de sa vie, dans un wagon de munitions abandonné. L'après-midi, des cavaliers russes ont encerclé la troupe de Morand. Une reddition honorable acceptée par Dörnberg ne peut pas être imposée par les officiers saxons en raison du refus des Français de cesser le feu. Après l'échec d'une tentative de percée en vue d'une retraite vers Reppenstedt, l'artillerie russo-prussienne, renforcée par des canons de butin, commence à tirer sur la troupe encerclée. L'après-midi, vers 17 heures, l'ensemble du corps de Morand se rend et est fait prisonnier.

## Conséquences militaires et politiques
Dès le lendemain, les vainqueurs doivent se replier devant une division de 11 000 hommes qui, sous les ordres du maréchal Davout, avance vers le nord sur la gauche de l'Elbe. Le corps de Dörnberg, avec les prisonniers et de nombreux réfugiés de Lunebourg, traverse l'Elbe à Boizenburg. Morand y décède le 5 avril des suites de ses blessures. Davout se présente le 4 avril à Lunebourg et fzit preuve d'une clémence inattendue envers les habitants, se contentant d'imposer une contribution et un désarmement général. Les annonces de Dörnberg et de Tettenborn de fusiller un soldat français prisonnier ou de pendre un tel fonctionnaire pour chaque Allemand fusillé en vertu du droit de véto ont peut-être contribué à ce qu'il renonce au pire. Lorsque Vandamme se retire de la région bouillonnante entre l'Elbe et l'Aller dans les jours qui suivent, Dörnberg occupe à nouveau Lunebourg le 11 avril. Ce n'est que lorsque Vandamme se lance à la conquête de Hambourg en mai que Lunebourg doit être évacuée pour une longue période par les alliés.
La nouvelle de l'anéantissement du corps Morand se répand rapidement dans les états allemands du nord, suscitant l'allégresse et la confiance en la victoire. La mention de la collaboration de soldats russes et prussiens avec des citoyens armés et, pour la première fois, celle d'une femme participant au combat sont inhabituelles. Le caractère inédit de la guerre qui, du côté prussien, n'est plus seulement menée par des soldats professionnels, se manifeste clairement dans une annonce funéraire du Vossische Zeitung pour le premier chasseur volontaire tombé au combat, Georg Haase, un fils du réformateur agricole Georg Friedrich Haase, connu pour l'introduction de la vaccination des animaux et libéré les agriculteurs de Poméranie Friedrich Hase. Les époux Haase informent le public que leur fils est mort "pour la patrie, la liberté allemande, l'honneur national et notre roi bien-aimé" ; ils terminent par ces mots : "La perte d'un tel enfant est dure ; mais c'est pour nous une consolation de savoir que nous avons pu, nous aussi, donner un fils à la grande cause sacrée. Nous ressentons profondément la nécessité de tels sacrifices"  Une autre nouveauté est la remise par le roi Frédéric-Guillaume d'une distinction similaire pour les officiers et les soldats de l'armée prussienne, les premières croix de fer. Outre le major Borcke, un certain nombre d'officiers, de sous-officiers et de soldats ordinaires reçoivent la croix de fer de 2e classe.
Alors que la Prusse se présente ainsi aux yeux du public comme le précurseur de la lutte de libération, le rôle de la Saxe, état de la confédération du Rhin, dans la répression de l'insurrection est mal perçu. Le ministre saxon des Affaires étrangères Senfft (de), qui souhaite que la Prusse et la Russie reconnaissent la neutralité de la Saxe en avril, se voit reprocher par ses partenaires de négociation le fait que les soldats de son roi Frédéric-Auguste combattaient les Prussiens dans les ruelles de Lunebourg. Pour les contemporains, la bataille de Lunebourg est exemplaire en termes de circonstances et d'issue. L'historiographie allemande en garde le souvenir jusque tard dans le XXe siècle.